# Jocs Europeus en pista coberta de 1968
Els Jocs Europeus en pista coberta de 1968 (en castellà: Juegos Europeos en pista cubierta 1968) fou la tercera edició del que posteriorment s'anomenaria Campionat d'Europa d'atletisme en pista coberta. La competició es dugué a terme a la ciutat de Madrid (Espanya) els dies 9 i 10 de març de 1968.
La competició es dugué a terme al Palau d'Esports de la Comunitat de Madrid amb una pista de 182 metres de llarg.

## Participants
En aquesta edició participaren un total de 206 atletes de 20 nacions diferents:
- Bulgaria (5)
- Dinamarca (2)
- Espanya (16)
- França (12)
- Grècia (2)
- Irlanda (1)
- Itàlia (8)
- Iugoslàvia (11)
- Noruega (5)
- Poland (12)
- Portugal (3)
- Regne Unit (7)
- RDA (15)
- RFA (28)
- Romania (6)
- Suècia (7)
- Suïssa (6)
- Turquia (2)
- Txecoslovàquia (17)
- Unió Soviètica (41)

## Resutats

### Categoria masculina
| Event                     | Or                                                                                   | Or       | Plata                                                                         | Plata  | Bronze                                                                                   | Bronze |
| 50 metres llisos detalls  | Jobst Hirscht (FRG)                                                                  | 5.72     | Bob Frith (GBR)                                                               | 5.78   | Günter Gollos (GDR)                                                                      | 5.78   |
| 400 metres llisos detalls | Andrzej Badeński (POL)                                                               | 47.09    | Aleksandr Bratchikov (URS)                                                    | 47.3   | Jan Balachowski (POL)                                                                    | 47.3   |
| 800 metres llisos detalls | Noel Carroll (IRL)                                                                   | 1:56.66  | Alberto Esteban (ESP)                                                         | 1:57.7 | Sergey Kryuchok (URS)                                                                    | 1:58.1 |
| 1500 metres detalls       | John Whetton (GBR)                                                                   | 3:50.99u | José María Morera (ESP)                                                       | 3:51.7 | Igor Potapchenko (URS)                                                                   | 3:51.9 |
| 3000 metres detalls       | Viktor Kudinskiy (URS)                                                               | 8:10.27  | Bernd Diessner (GDR)                                                          | 8:11.8 | Wolfgang Zur (FRG)                                                                       | 8:11.8 |
| 50 metres tanques detalls | Eddy Ottoz (ITA)                                                                     | 6.57     | Günther Nickel (FRG)                                                          | 6.68   | Milan Kotík (TCH)                                                                        | 6.73   |
| relleus 4x364 m detalls   | PolòniaWaldemar Korycki · Jan Balachowski · Jan Werner · Andrzej Badeński            | 2:48.9   | RFAHorst Daverkausen · Peter Bernreuther · Ingo Roper · Martin Jellinghaus    | 2:49.7 | Unió SovièticaBoris Savchuk · Vasyl Anisimov · Sergey Abalichin · Aleksandr Bratchikov   | 2:51.1 |
| relleus 1820 m detalls    | Unió SovièticaAleksandr Lebedev · Boris Savchuk · Igor Potapchenko · Sergey Kryuchok | 3:52.2   | PolòniaMarian Dudziak · Waldemar Korycki · Andrzej Badeński · Edmund Borowski | 3:54.6 | EspanyaJosé Luis Sánchez Paraíso · Ramón Magariños · Alfonso Gabernet · José María Reina | 4:02.8 |
| relleus 3x1000 m detalls  | Unió SovièticaMikhail Zhelobovskiy · Oleg Rayko · Anatoliy Verlan                    | 7:13.6   | EspanyaAlberto Estebán · Enrique Bondia · Virgilio González                   | 7:23.6 | TxecoslovàquiaPavel Hruška · Ján Kasal · Miroslav Jůza                                   | 7:40.2 |
| Salt d'alçada detalls     | Valeriy Skvortsov (URS)                                                              | 2.17     | Valentin Gavrilov (URS)                                                       | 2.17   | Kenneth Lundmark (SWE)                                                                   | 2.14   |
| Salt amb perxa detalls    | Wolfgang Nordwig (GDR)                                                               | 5.20     | Hennadiy Bleznitsov (URS)                                                     | 5.10   | Jörge Milack (GDR)                                                                       | 5.00   |
| Salt de llargada detalls  | Íhor Ter-Ovanessian (URS)                                                            | 8.16     | Tõnu Lepik (URS)                                                              | 7.87   | Bernhard Stierle (FRG)                                                                   | 7.59   |
| Triple salt detalls       | Nikolay Dudkin (URS)                                                                 | 16.71    | Viktor Sanyeyev (URS)                                                         | 16.69  | Luis Felipe Areta (ESP)                                                                  | 16.47  |
| Llançament de pes detalls | Heinfried Birlenbach (FRG)                                                           | 18.65    | Władysław Komar (POL)                                                         | 18.40  | Nikolay Karasyov (URS)                                                                   | 18.35  |

### Categoria femenina
| Event                     | Or                                                                                 | Or      | Plata                                                                              | Plata                    | Bronze                        | Bronze                        |
| 50 metres llisos detalls  | Sylviane Telliez (FRA)                                                             | 6.29    | Erika Rost (FRG)                                                                   | 6.43                     | Hannelore Trabert (FRG)       | 6.46                          |
| 400 metres llisos detalls | Natalya Pechonkina (URS)                                                           | 55.29   | Gisela Köpke (FRG)                                                                 | 56.2                     | Tatyana Arnautova (URS)       | 56.3                          |
| 800 metres llisos detalls | Karin Burneleit (GDR)                                                              | 2:07.65 | Alla Kolesnikova (URS)                                                             | 2:08.3                   | Valentina Lukyanova (URS)     | 2:09.4                        |
| 50 metres tanques detalls | Karin Balzer (GDR)                                                                 | 7.08    | Bärbel Weidlich (GDR)                                                              | 7.12                     | Liudmila Ievleva (URS)        | 7.14                          |
| relleus 4x182 m detalls   | RFARenate Meyer · Hannelore Trabert · Christa Elsler · Erika Rost                  | 1:28.8  | Només finalitzà un equip                                                           | Només finalitzà un equip | Només finalitzà un equip      | Només finalitzà un equip      |
| relleus 1820 m detalls    | Unió SovièticaLiliya Tkachenko · Vera Popkova · Nadezhda Syeropegina · Anna Zimina | 4:28.4  | TxecoslovàquiaEva Putnová · Vlasta Seifertová · Libuše Macounová · Emilie Ovadková | 4:39.0                   | Només finalitzaren dos equips | Només finalitzaren dos equips |
| Salt d'alçada detalls     | Rita Schmidt (GDR)                                                                 | 1.84    | Virginia Bonci (ROM)                                                               | 1.76                     | Antonina Okorokova (URS)      | 1.76                          |
| Salt de llargada detalls  | Berit Berthelsen (NOR)                                                             | 6.43    | Bärbel Löhnert (GDR)                                                               | 6.23                     | Viorica Viscopoleanu (ROM)    | 6.23                          |
| Llançament de pes detalls | Nadejda Txijova (URS)                                                              | 18.18   | Margitta Gummel (GDR)                                                              | 17.62                    | Marita Lange (GDR)            | 17.19                         |

## Medaller
| Núm.  | País              | Or | Argent | Bronze | Total |
| ----- | ----------------- | -- | ------ | ------ | ----- |
| 1     | Unió Soviètica    | 9  | 6      | 8      | 23    |
| 2     | Alemanya de l'Est | 4  | 4      | 3      | 11    |
| 3     | RFA               | 3  | 4      | 3      | 10    |
| 4     | Polònia           | 2  | 2      | 1      | 5     |
| 5     | Regne Unit        | 1  | 1      | 0      | 2     |
| 6     | França            | 1  | 0      | 0      | 1     |
| 6     | Irlanda           | 1  | 0      | 0      | 1     |
| 6     | Itàlia            | 1  | 0      | 0      | 1     |
| 6     | Noruega           | 1  | 0      | 0      | 1     |
| 10    | Espanya           | 0  | 3      | 2      | 5     |
| 11    | Txecoslovàquia    | 0  | 1      | 2      | 3     |
| 12    | Romania           | 0  | 1      | 1      | 2     |
| 13    | Suècia            | 0  | 0      | 1      | 1     |
| Total | Total             | 23 | 22     | 21     | 66    |